# Енисей (минный транспорт, 1905)
«Енисей» — минный заградитель Российского флота, заложенный на Балтийском заводе в 1905 и вступивший в строй в 1909 году.

## Проектирование и постройка
Построен в рамках программы по постройке третьего и четвертого минных заградителей типа «Амур». Главный строитель — корабельный инженер К. Я. Аверин. По опыту Русско-японской войны в ходе постройки корабля в конструкцию были внесены некоторые изменения. Проект предусматривал размещение на корабле 360 мин: 120 нового образца и 240 старого. После 1908 года минные заградители «Амур» и «Енисей» предназначались исключительно для мин новых образцов. Постройка кораблей сильно затянулась из-за революционных событий и согласования изменений в проекте с заводом.

## История службы и гибель
После окончания испытаний «Енисей» вошел в Отряд минных заградителей. На учениях в 1910—1913 годах отрабатывалась постановка мин поперек Финского залива.
14 июля 1914 года, до официального объявления войны, командующий флотом Н. О. фон Эссен добился разрешения на постановку Центрального минного заграждения, которое должно было обезопасить Финский залив от предполагаемого вторжения германского флота. 18 июля 1914 года, в течение четырёх с половиной часов, минными заградителями «Ладога», «Нарова», «Амур» и «Енисей», под прикрытием главных сил флота, было поставлено 2129 мин.
2 декабря 1914 года «Енисей» выставил 240 мин перед Данцигской бухтой. Постановка заняла 45 минут, прикрытие осуществлял лишь крейсер «Богатырь». На этом минном заграждении погиб один немецкий пароход (еще четыре корабля пропали без вести в этом районе).
В начале 1915 года «Енисей» принял активное участие в постановке мин в районе Даго.
22 мая 1915 года шедший со скоростью 12 узлов минный заградитель «Енисей» был торпедирован германской подводной лодкой U-26. Взрыв произошел под средней частью корабля и заградитель сразу лег на правый борт.
Г. К. Граф вспоминал:
На пути в Куйваст мы приняли печальное радио о том, что заградитель «Енисей» на переходе из Ревеля в Моонзунд, недалеко от маяка Оденсхольм, был потоплен неприятельской подлодкой. Потом стало известно, что его гибель произошла в течение 10 минут, и так как поблизости в этот момент никого не было, а вода была ещё очень холодная, то спаслось всего 19 матросов, а из офицеров — один лишь старший механик. Кроме того, позднее рыбаки подобрали ещё одного матроса; все же остальные в количестве более 200 человек — погибли.

По рассказам очевидцев, когда «Енисей» погружался в воду, все погибавшие пели гимн, а командир капитан 1 ранга Прохоров стоял на мостике, отказавшись принять какие-либо меры к своему спасению… Это был его последний поход на «Енисее», так как он уже был назначен командиром одного из крейсеров и остался на заградителе только потому, что не успел ещё окончательно его сдать. 

Как потом выяснилось, «Енисей» был потоплен подлодкой «U-26», то есть той же лодкой, которая потопила и «Палладу».
Летом 1993 года эстонские дайверы обнаружили корпус русского минного заградителя. Он достаточно хорошо сохранился и погружения продолжаются до сих пор.